# Liste von Kraftwerken in Aserbaidschan
Die Kraftwerke in Aserbaidschan werden sowohl auf einer Karte als auch in Tabellen (mit Kennzahlen) dargestellt. Die Liste ist nicht vollständig.

## Installierte Leistung und Jahreserzeugung
Im Jahre 2012 lag Aserbaidschan bzgl. der jährlichen Erzeugung mit 22,9 Mrd. kWh an Stelle 72 und bzgl. der installierten Leistung mit 7.114 MW an Stelle 70 in der Welt.

## Erneuerbare Energie

### Wasserkraftwerke
| Name des Kraftwerks | Ort        | Inst. Leistung (MW) | Fluss     | Status                           |
| ------------------- | ---------- | ------------------- | --------- | -------------------------------- |
| Aras                | Araz       | 44                  | Aras      | In Betrieb                       |
| Choda Afarin        | Soltanlı   | 102                 | Aras      | In Betrieb                       |
| Mingəçevir          | Mingəçevir | 402                 | Kura      | In Betrieb                       |
| Sarsang             | Sərsəng    | 50                  | Tartar    | In Betrieb liegt in Bergkarabach |
| Schamkir            | Şəmkir     | 380                 | Şəmkirçay | In Betrieb                       |
| Tahtakorpu          | Şabran     | 25                  | Samur     | In Betrieb                       |
| Yenikend            | Yenikənd   | 150                 | Kura      | In Betrieb                       |

### Solarkraftwerke
| Name des Kraftwerks      | Ort      | Inst. Leistung (MW) | Typ                | Status     |
| ------------------------ | -------- | ------------------- | ------------------ | ---------- |
| Solarkraftwerk Surachani | Suraxanı | 1,2                 | Photovoltaikanlage | In Betrieb |

## Fossile Energie

### Wärmekraftwerke
| Name des Kraftwerks          | Ort        | Inst. Leistung (MW) | Brennstoff | Status     |
| ---------------------------- | ---------- | ------------------- | ---------- | ---------- |
| Wärmekraftwerk Aserbaidschan | Mingəçevir | 2.600               | Heizöl     | In Betrieb |
| Wärmekraftwerk Schimal       | Baku       | 409                 | Erdgas     | In Betrieb |
| Wärmekraftwerk Schirvan      | Şirvan     | 1.100               | Heizöl     | In Betrieb |
| Wärmekraftwerk Sumqayit      | Sumqayıt   | 525                 | Erdgas     | In Betrieb |